# 中华深毛剌蟹
中华深毛剌蟹（学名：Bathypilumnus sinensis），原名中华毛剌蟹（Pilumnus sinensis），为毛刺蟹總科毛刺蟹科毛刺蟹亞科深毛刺蟹属的一個物種，原屬扇蟹科毛刺蟹属的动物。在中国大陆，分布于广西、广东、福建等地，生活环境为海水，常生活于近岸浅海。
其种加词“sinensis”意为“中华的”。